# Filago lutescens
 Filago lutescens  Jord., 1846  è una specie di pianta angiosperma dicotiledone della famiglia delle Asteraceae (sottofamiglia Asteroideae).

## Etimologia
Il nome generico (Filago) deriva dalla voce latina filum (= piccolo filo) e si riferisce o al ricco tomento di queste piante simile ai fili dei capelli o ai fiori filamentosi esterni.  L'epiteto specifico (lutescens) indica una colorazione di tipo giallastro.
Il nome scientifico della specie è stato definito dal botanico Claude Thomas Alexis Jordan (1814-1897) nella pubblicazione " Observations sur Plusiers Plantes Nouvelles Rare ou Critiques de la France..." (Observ. Pl. Nouv. 3: 201) del 1846.

## Descrizione

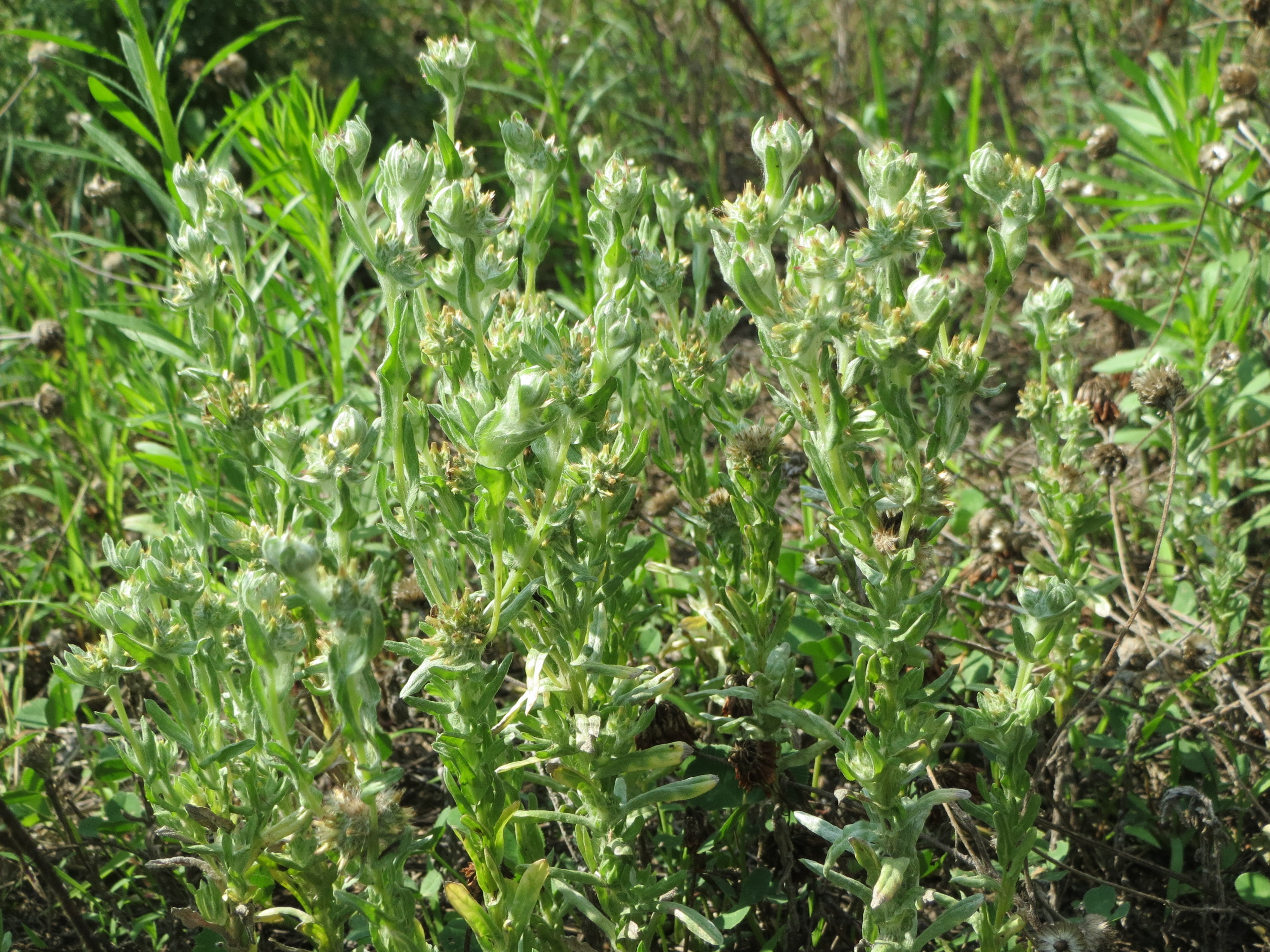
Il portamento

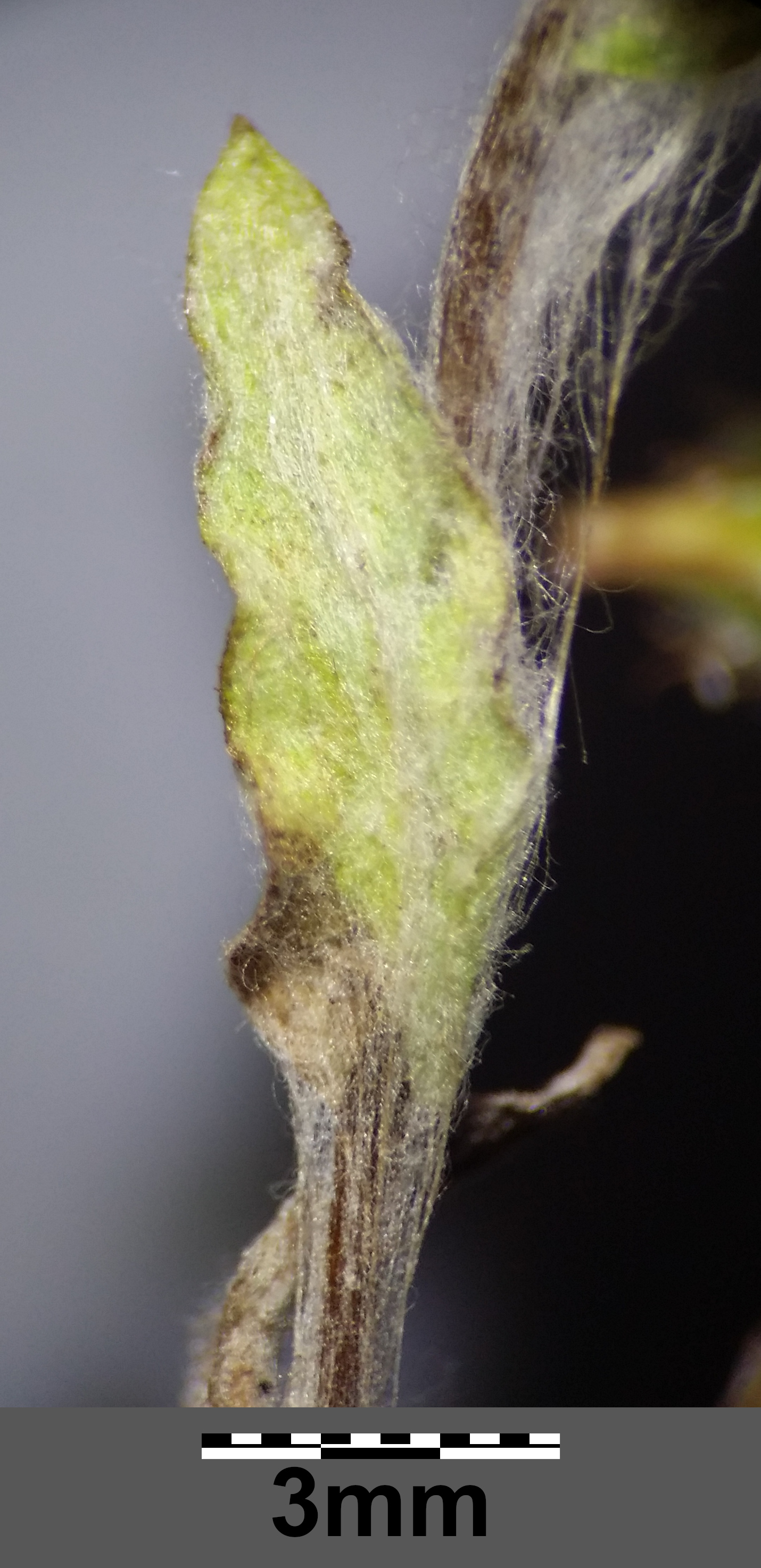
Le foglie

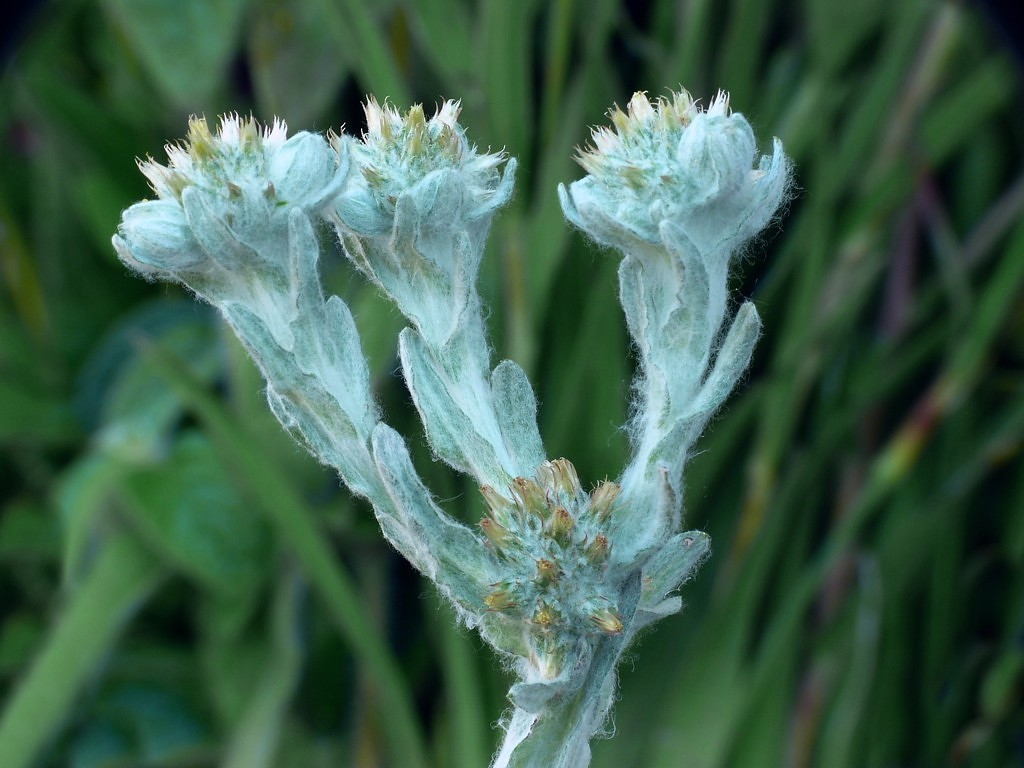
Infiorescenza

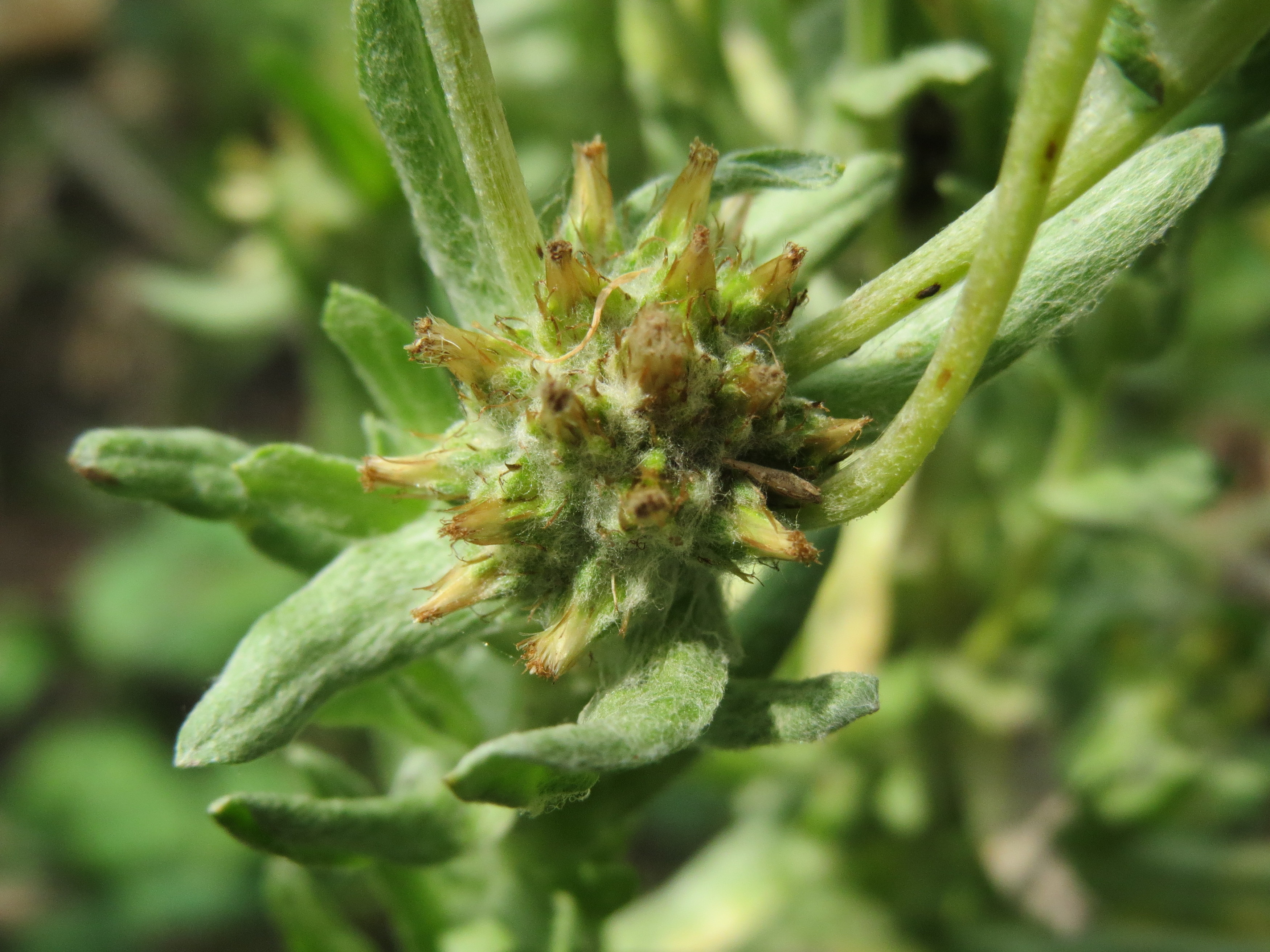
I fiori

Habitus. La specie di questa voce ha un habitus di tipo erbaceo annuale. In genere le piante di questa specie sono ricoperte da una pelosità giallastra. I cauli di queste piante sono provvisti del floema, ma non di canali resiniferi; mentre i sesquiterpeni lattoni sono normalmente assenti (piante senza lattice). La forma biologica è terofita scaposa (T scap), ossia in generale sono piante erbacee che differiscono dalle altre forme biologiche poiché, essendo annuali, superano la stagione avversa sotto forma di seme e sono munite di asse fiorale eretto e spesso privo di foglie. Una delle caratteristiche più particolari di questa specie sono le infiorescenze in quanto una generazione dei capolini sembra elevarsi sopra il grappolo precedente che l'ha generato.
Fusto. La parte aerea del fusto è ramosa o semplice. Le ramificazioni sono dicotomo-corimbose. Il portamento è ascendente o prostrato. Le radici normalmente sono secondarie da fittone. Altezza massima del fusto: 10 – 25 cm.
Foglie. Le foglie sono soprattutto caulinari; sono disposte in modo alterno e addensate in modo continuo lungo il caule. La forma è intera oblanceolata o spatolato-lineare, acute all'apice e con la larghezza massima nella metà basale. La pelosità è appressata o lanosa su entrambe le facce. Il colore è grigiastro. Dimensioni delle foglie: 3 - 6 x 15 – 20 m.
Infiorescenza. Le sinflorescenze sono composte da 10 - 20 capolini raccolti in formazioni di glomeruli. Le infiorescenze vere e proprie sono formate da un capolino terminale sessile o peduncolato di tipo discoide. I capolini spesso sono avvolti alla base da brattee fogliacee lunghe 6 mm. I capolini sono formati da un involucro, con forme più o meno piramidali o piriformi, composto da alcune brattee, al cui interno un ricettacolo fa da base ai fiori. Le brattee, a consistenza cartilaginea, colorate di paglierino, con forme acute e aristate (lunghezza della resta di 1,5 mm), sono disposte in modo più o meno embricato su 3 - 4 serie e possono essere connate alla base (strati di stereoma indiviso);  talora possono avere un margine ialino. Il ricettacolo è nudo ossia senza pagliette a protezione della base dei fiori; la forma normalmente è piatta o conica. Il ricettacolo può essere accorciato (nelle specie italiane) o allungato (può avvolgere la corolla) e filiforme in altre specie (forma conica). Diametro dei glomeruli: 6 – 10 mm. Dimensione delle brattee involucrali: esterne 2,5 – 3 mm; interne 5 - 5,5 mm.
Fiori.  I fiori sono tetra-ciclici (formati cioè da 4 verticilli: calice – corolla – androceo – gineceo) e pentameri (calice e corolla formati da 5 elementi). Sono inoltre tubulosi, attinomorfi e si distinguono in:
- fiori del disco esterni: sono femminili e filiformi; sono disposti in modo uniseriato o biseriato; crescono all'ascella di una brattea dell'involucro ed hanno la particolarità che il tubo corollino è inserito all'apice dell'ovario; la maggioranza dei fiori è rappresentata da questo tipo;
- fiori del disco centrali: sono pochi (3 - 4) e sono ermafroditi oppure talvolta sono funzionalmente maschili (per aborto dell'ovario); le forme sono tubulari;

In questo gruppo di piante i fiori radiati (ligulati o del raggio) sono assenti; a volte sono confusi con i fiori femminili (tubulosi) del disco esterno più o meno sub-zigomorfi con un lembo piatto e possono essere interpretati come fiori del raggio.
- Formula fiorale:

*/x K {\displaystyle \infty }, [C (5), A (5)], G 2 (infero), achenio
- Calice: i sepali del calice sono ridotti ad una coroncina di squame.
- Corolla: la forma della corolla normalmente è tubolare con 4 lobi; i lobi hanno delle forme da lanceolate o deltate a lineari. I colori della corolla sono giallastri.
- Androceo: l'androceo è formato da 5 stami sorretti da filamenti generalmente liberi; gli stami sono connati e formano un manicotto circondante lo stilo; le teche (produttrici del polline) sono prive di sperone, ma hanno la coda (una sola); le appendici apicali delle antere hanno delle forme piatte; il tessuto endoteciale (rivestimento interno dell'antera) è quasi sempre polarizzato (con due superfici distinte: una verso l'esterno e una verso l'interno). Il polline è di tipo echinato (con punte sporgenti) a forma sferica è formato inoltre da due strati di ectesine, mentre lo strato basale è spesso e regolarmente perforato (tipo “gnafaloide”).[8]
- Gineceo: l'ovario è infero uniloculare formato da 2 carpelli. Lo stilo (il recettore del polline) è intero o biforcato con due stigmi nella parte apicale. Gli stigmi hanno una forma da allungata; possono essere ricoperti da minute papille o avere dei penicilli dorsali. Le superfici stigmatiche sono separate.[8]
- Antesi: da (maggio) giugno a agosto (settembre).

Frutti. I frutti sono degli acheni con pappo. Gli acheni sono piccoli a forma oblunga o turbinata; la superficie in genere è glabra (in qualche specie sono presenti dei piccoli peli doppi clavati); il pericarpo può essere percorso longitudinalmente da alcuni fasci vascolari. Il pappo è formato da setole capillari barbate (o scabre) libere. Il pappo è uniseriato se i frutti sono generati dai fiori più interni (se sono generati da quelli più periferici sono invece privi di pappo).

## Biologia
Impollinazione: l'impollinazione avviene tramite insetti (impollinazione entomogama tramite farfalle diurne e notturne).

Riproduzione: la fecondazione avviene fondamentalmente tramite l'impollinazione dei fiori (vedi sopra).

Dispersione: i semi (gli acheni) cadendo a terra sono successivamente dispersi soprattutto da insetti tipo formiche (disseminazione mirmecoria). In questo tipo di piante avviene anche un altro tipo di dispersione: zoocoria. Infatti gli uncini delle brattee dell'involucro (se presenti) si agganciano ai peli degli animali di passaggio disperdendo così anche su lunghe distanze i semi della pianta. Inoltre per merito del pappo il vento può trasportare i semi anche a distanza di alcuni chilometri (disseminazione anemocora).

## Distribuzione e habitat

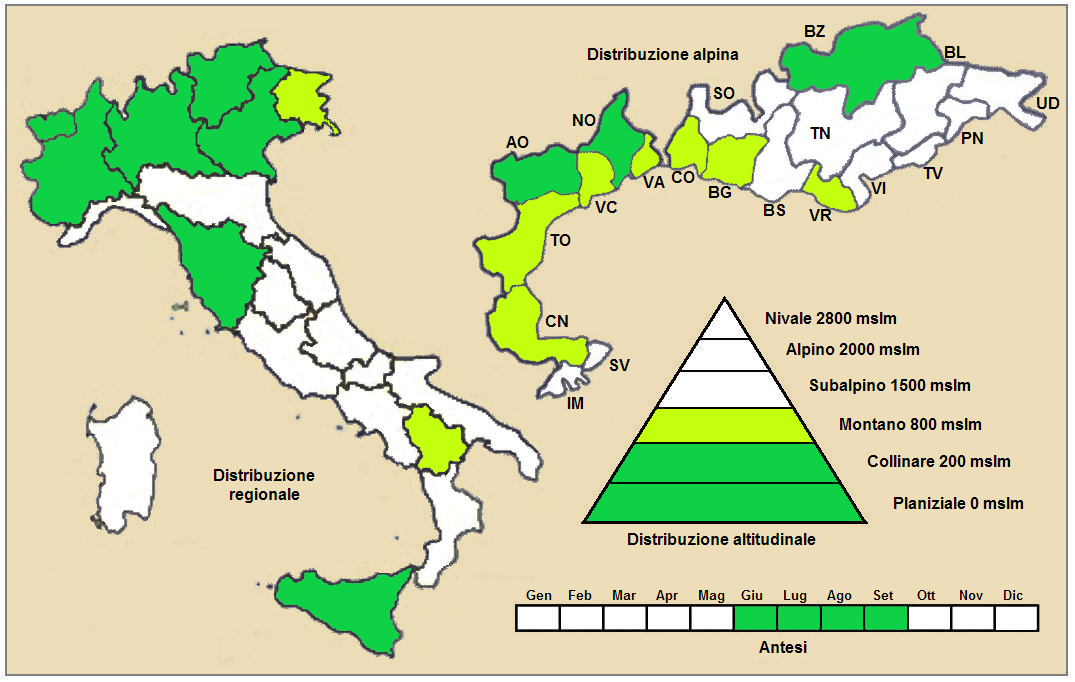
Distribuzione della pianta (Distribuzione regionale – Distribuzione alpina)

Geoelemento: il tipo corologico (area di origine) è Euroasiatico / Ovest Europeo.
Distribuzione: in Italia questa specie è rara e si trova con discontinuità su tutto il territorio. Fuori dall'Italia, sempre nelle Alpi, questa specie si trova in Francia. Sugli altri rilievi collegati alle Alpi è presente nei Monti Vosgi, Massiccio Centrale e Pirenei. Altrove si trova in Europa occidentale/centrale e nel Magreb.
Habitat: l'habitat preferito per queste piante sono gli incolti di tipo sabbioso. Il substrato preferito è siliceo con pH acido, medi valori nutrizionali del terreno che deve essere arido.
Distribuzione altitudinale: sui rilievi alpini, in Italia, queste piante si possono trovare fino a 1.000 m s.l.m.; nelle Alpi frequentano quindi i seguenti piani vegetazionali: collinare e in parte quello montano (oltre a quello planiziale).

### Fitosociologia
Dal punto di vista fitosociologico alpino la specie di questa voce appartiene alla seguente comunità vegetale:
Formazione: delle comunità pioniere a terofite e succulente
Classe: Koelerio-Corynephoretea
Ordine: Corynephoretalia
Alleanza: Thero-Airion

## Tassonomia
La famiglia di appartenenza di questa voce (Asteraceae o Compositae, nomen conservandum) probabilmente originaria del Sud America, è la più numerosa del mondo vegetale, comprende oltre 23.000 specie distribuite su 1.535 generi, oppure 22.750 specie e 1.530 generi secondo altre fonti (una delle checklist più aggiornata elenca fino a 1.679 generi). La famiglia attualmente (2021) è divisa in 16 sottofamiglie; la sottofamiglia Asteroideae è una di queste e rappresenta l'evoluzione più recente di tutta la famiglia.

### Filogenesi
Il genere della specie di questa voce è descritto nella tribù Gnaphalieae (una delle 21 tribù della sottofamiglia Asteroideae) e in particolare nella sottotribù Gnaphaliinae. Da un punto di vista filogenetico, la tribù Gnaphalieae fa parte del supergruppo (o sottofamiglia) "Asteroideae grade"; l'altro è il supergruppo "Non-Asteroideae" contenente il resto delle sottofamiglie delle Asteraceae. All'interno del supergruppo è vicina alle tribù Senecioneae, Calenduleae, Astereae e Anthemideae.
Il genere della specie di questa voce appartiene al clade Flag, un gruppo informale monofiletico della sottotribù Gnaphaliinae che occupa una posizione più o meno "basale" e con il clade Australasian forma un "gruppo fratello". In questo gruppo sono presenti specie dioiche (solo fiori femminili o solo fiori maschili) e piante a portamento cusciniforme. I capolini, in formazioni corimbose o spiciformi, possono essere sottesi da foglie bratteali. Il ricettacolo in alcuni casi è squamoso.
Il "Flag clade", da un punto di vista filogenetico, può essere suddiviso in due parti: il "Lucilia group" basato sui tricomi degli acheni e il resto del clade (in posizione "basale") considerato "gruppo fratello" del primo e denominato Filago group e caratterizzato dalle palee ricettacolari che sottendono, e più o meno racchiudono, i fiori femminili. Il genere di questa voce appartiene al gruppo "basale" caratterizzato tra l'altro dall'assenza di tricomi.
Sandro Pignatti nella "Flora d'Italia" divide le specie del genere in tre gruppi:
- Gruppo A: i fusti sono eretti, mediamente ramosi; le brattee involucrali sono da 15 a 20;
- Gruppo B: i fusti sono eretti, mediamente ramosi; le brattee involucrali sono da 20 a 25;
- Gruppo C: il fusto è ridotto; le piante sono formate da un glomerulo di capolini avvolti dalla rosetta basale.

La specie di questa voce appartiene al gruppo B e in particolare al "Complesso di F. germanica" individuato dai seguenti caratteri: le piante hanno fusti eretti; i capolini sono avvolti da 20 - 25 foglie bratteali appuntite, acuminate o aristate; i fiori centrali sono fertili; il pappo è formato da peli o setole. Il complesso comprende anche le seguenti specie: Filago eriocephala Guss., Filago germanica (L) Huds. e Filago pyramidata  L.. In Italia è presente solamente la sottospecie lutescens.
I caratteri distintivi per la specie  Filago lutescens sono:
- le foglie hanno delle forme oblanceolate o lineari-spatolate;
- la maggior parte dei fiori sono unisessuali (femminili).

Il numero cromosomico della specie è: 2n = 28.

### Variabilità
Per questa specie sono riconosciute le seguenti sottospecie:
- Filago lutescens subsp. atlantica Wagenitz, 1968 - Distribuzione: Portogallo e Marocco.
- Filago lutescens subsp. lutescens - Distribuzione: Italia, Europa occidentale/centrale e Marocco.

### Sinonimi
Sono elencati alcuni sinonimi per questa entità:
- Filago germanica subsp. lutescens (Jord.) Nyman
- Filago pyramidata var. lutescens  (Jord.) O.Bolòs & Vigo
- Filago pyramidata subsp. lutescens  (Jord.) O.Bolòs & Vigo
- Gifola lutescens  (Jord.) Fourr.